# جايسون ميلارد
جايسون ميلارد (بالإنجليزية: Jason Millard)‏ هو لاعب غولف أمريكي، ولد في 2 سبتمبر 1989 في مورفريسبورو في الولايات المتحدة.

## وصلات خارجية
- جايسون ميلارد على موقع رابطة لاعبي الغولف المحترفين (الإنجليزية)
- جايسون ميلارد على موقع التصنيف العالمي الرسمي للغولف (الإنجليزية)